# Matteo Spinelli da Giovinazzo
Matteo Spinelli da Giovinazzo, o Matteo Spinello da Giovenazzo è il nome di un personaggio fittizio del XIII secolo. È stato a lungo creduto l'autore dei Diurnali, una cronaca medievale (a sua volta fittizia) riguardante le fasi conclusive dell'epoca federiciana e sveva del Regno di Sicilia, delle cui vicende si dichiarava contemporaneo e testimone diretto. L'opera, apparsa per la prima volta nel Cinquecento, ha ottenuto una credibilità mantenutasi indenne per vari secoli, pur tra diversi dubbi e incongruenze, fino alla prima metà dell'Ottocento e oltre, quando si è iniziato a svelarne la vera natura di clamoroso falso storico: oggi è definitivamente screditata e universalmente relegata tra le creazioni apocrife, confezionata da un falsario sulla cui identità non vi è accordo tra gli studiosi.

## Diurnali
I Diurnali (Giornali) sono menzionati per la prima volta nel Cinquecento da Angelo di Costanzo (1507-1591), che dichiara di essersene avvalso nella redazione della sua Istoria del regno di Napoli. La cronaca copre l'epoca dal 1247 (ultimi anni di Federico II di Svevia) fino al 1268 (sconfitta definitiva della dinastia Hohenstaufen da parte di Carlo d'Angiò (il de Costanzo, invece, inspiegabilmente, la dichiara estesa fino ai tempi di Carlo II d'Angiò).
La pubblicazione avvenne nei Rerum Italicarum Scriptores di Ludovico Antonio Muratori, seppure con qualche dubbio dell'erudito, sulla base di una copia consegnatagli da  Bernardino Tafuri.

### Peculiarità dell'opera
L'opera si presentava importante per diversi aspetti: innanzitutto vi era il carattere di fonte sincrona con cui si presentava; altro pregio era l'essere la testimonianza di un personaggio direttamente coinvolto negli eventi narrati; pregevole era poi il fatto che essa andava a collocarsi in un'epoca, quella dell'avvicendamento tra gli Svevi e gli Angioini, cruciale dal punto di vista storico; infine, andava a collocarsi in un'epoca che, pur decisiva, si presentava tuttavia arida di fonti storiografiche. La sua narrazione si andava poi a saldare, con lieve sovrapposizione, alla Historia de rebus gestis Frederici II imperatoris, genuina testimonianza diretta del periodo anteriore, opera quest'ultima del cosiddetto pseudo-Jamsilla: la sua disponibilità apriva una luce sugli ultimi anni dell'età di Federico II di Svevia (morto nel  1250), e sull'intera parabola degli epigoni della dinastia Hohenstaufen: da Corrado, a Manfredi (morto a Benevento nel 1266), fino a Corradino (morto a Napoli dopo essere stato sconfitto a Tagliacozzo nel 1268).  
Risultava inoltre importante come testimonianza di un percorso politico che, sullo sfondo della parabola degli Hohenstaufen, accomunava l'autore a un'ampia schiera di nobili del Regno che transitarono dalla militanza ghibellina alla parte guelfa rappresentata da Carlo d'Angiò.

#### Collocazione letteraria
La cronaca, inoltre, presentava un notevolissimo interesse dal punto di vista della storia linguistica italiana, presentandosi come la prima opera in prosa a far uso del volgare, in luogo della consueta prosa in latino medievale, in anticipo quindi sulla genesi della prosa italiana della tradizione cronachistica toscana. In questo modo, essa conferiva anche al Regno di Napoli un primato nella storia della lingua e nella storia della letteratura italiana.

### Falsità deiDiurnali
I dubbi sull'autenticità si addensarono nell'Ottocento, originati soprattutto delle incongruenze cronologiche di cui la narrazione è disseminata. Si sviluppò una diatriba che vide confrontarsi aspramente vari studiosi su sponde opposte: Wilhelm Bernhardi (1834-1921) ne dimostrò la falsità in uno scritto del 1868 e la sua posizione fu strenuamente appoggiata da Bartolomeo Capasso che vi dedicò due memoria nel 1871 e nel 1895. La genuinità della cronaca fu sostenuta invece da un amico e collega di Capasso, lo storico Camillo Minieri Riccio, che si spese con vari contributi, arrivando perfino a individuare la data di nascita dell'autore nel 1231.
La diatriba è oggi considerata definitivamente risolta e le effemeridi di Matteo Spinelli sono universalmente considerate apocrife, assemblate con materiale di Flavio Biondo e Giovanni Villani. L'individuazione del falsario in Angelo di Costanzo è stata rigettata dal Capasso e da Benedetto Croce.

## Pseudo-biografia
L'opera contiene diversi appigli autobiografici che hanno permesso, ai sostenitori dell'autenticità della cronaca, di ricostruire una biografia dell'autore. Quanto segue è tratto dalla nota introduttiva a una pubblicazione della cronaca risalente al 1868.
Matteo Spinelli afferma di essere nato a Giovinazzo nel 1230 (1231, secondo la correzione cronologica proposta dal Minieri Riccio) da un'antica e nobile famiglia, che poteva contare parentele con i Conti di Gioia, Valenzano e Turetto, imparentati con altri esponenti nobili di Napoli.
Si sarebbe legato d'amicizia al nobile napoletano Francesco Loffredo, poi nominato giustiziere in terra di Bari. Al suo servizio, lo Spinelli si sarebbe distinto a Sora, nelle prime avvisaglie della defezione dei baroni meridionali nei confronti di Manfredi: in quell'occasione, la sua opera diplomatica avrebbe ricondotto molti nobili ribelli alla fedeltà al Regno.
Tramontata definitivamente la dinastia sveva, da ghibellino che era avrebbe abbracciato la causa di parte guelfa impersonata da Carlo d'Angiò, al pari di tanti altri nobili nel regno. 
Dalla cronaca si deduce che lo Spinelli avrebbe goduto di molta stima tra i suoi conterranei, che lo elessero syndĭcus della città nel 1260: nella doppia veste di funzionario e barone, avrebbe partecipato al parlamento generale indetto da Carlo d'Angiò nella città di Napoli.
L'ultima immagine che la cronaca offre di lui, lo vede rendere omaggio a re Carlo, al quale, insieme ad altri nobili sodali, porta in dono 2600 once.